# Estadio de Mazatlán
Az Estadio de Mazatlán, vagy ismert becenevén El Kraken a mexikói Sinaloa államban található Mazatlán modern labdarúgó-stadionja. A 25 000 férőhelyes létesítmény a Mazatlán FC otthona.

## Története
Az előzetes számítások szerint 460 millió pesóba kerülő, Sinaloa állam kormányzatának beruházásaként megvalósuló építkezés 2017 novemberében kezdődött el és 2020 júliusában fejeződött be. Kivitelezője a Meprosa Construcciones és a DUNN Arquitectura Ligera volt. Miután 2020 első felében megszűnt a moreliai első osztályú klub, a Monarcas, helyét a Liga MX-ben egy újonnan alapított mazatláni csapat, a Mazatlán FC vette át, így amint elkészült a létesítmény, máris egy új, a legfelső szintű bajnokságban szereplő együttes otthonává vált. A nyitómérkőzést 2020. július 27-én, a Puebla ellen játszották a koronavírus-világjárvány miatt zárt kapuk mögött, és 1–4-es hazai vereséggel végződött.

## Leírás
Az építmény az északnyugat-mexikói Mazatlán északkeleti részén található, a Fraccinamiento Pradera Dorada nevű lakónegyed szomszédságában, az Avenida Munich út mellett. Befogadóképessége 25 000 fő: ebből a lelátó alsó része 14 636, a felső 9204 fős, és rendelkezik még összesen 1160 fős tribünökkel is. Helyiségeiben léghűtés is működik, mivel az időjárás errefelé gyakran szinte elviselhetetlenül forró.
Az El Kraken becenevet a kraken nevű tengeri szörnyről kapta, valószínűleg azért, mert Mazatlán jelentős kikötőváros.